# 51 Andromedae
51 Andromedae este o stea din constelația Andromeda.
1. ↑  Stellar Angular Diameters of Late-Type Giants and Supergiants Measured with the Navy Prototype Optical Interferometer[*] Verificați valoarea |titlelink= (ajutor)